# Boris Tokarev
Boris Sergeevič Tokarev (in russo Борис Сергеевич Токарев?; Nevinnomyssk, 16 maggio 1927 – Mosca, 17 dicembre 2002) è stato un velocista sovietico.

## Palmarès

### Olimpiadi
- Argento a Helsinki 1952 nella staffetta 4×100 metri.
- Argento a Melbourne 1956 nella staffetta 4×100 metri.

### Europei
- Bronzo a Berna 1954 nella staffetta 4×100 metri.